# Gregorio de Laferrère
Gregorio de Laferrère (Buenos Aires, 1867 – ibidem, 1913) était un homme politique et auteur dramatique argentin.
Appartenant au camp conservateur, mais non indifférent aux questions sociales, il remplit plusieurs mandats électoraux, tant à l’échelon national que local. Sa postérité cependant est avant tout liée à son œuvre théâtrale : ses comédies, qui tiennent du vaudeville et raillent les travers et manies de la haute société portègne, dont du reste l’auteur lui-même était issu, eurent en leur temps un franc succès public et quelques-unes figurent dans le répertoire argentin classique et continuent d’être montées encore aujourd’hui.

## Jeunes années
Gregorio de Laferrère eut pour mère Mercedes Pereda, qui appartenait à une éminente famille argentine, et pour père Alphonse de Laferrère, propriétaire terrien issu de la noblesse béarnaise, originaire de Navarrenx, et doté d’une solide fortune. Il grandit aux côtés de ses trois frères au sein d’un foyer qui entretenait des liens avec les familles les plus prestigieuses d’Argentine. Il suivit ses études secondaires au Colegio Nacional de Buenos Aires, sans s’y distinguer particulièrement comme élève, mais épris de lecture.
En 1888, il s’engagea dans le journalisme en fondant, conjointement avec son jeune ami Adolfo Mugica, le journal satirique El Fígaro, qui parut durant cinq années et auquel il contribua sous le pseudonyme d’Abel Stewart Escalada.
En 1889, il se rendit en compagnie de sa famille au pays d’origine de son père, la France, laquelle célébrait alors le centenaire de la prise de la Bastille par une grande Exposition universelle à Paris, mais où son père tomba malade et mourut. Pendant ce voyage, il fut un spectateur assidu des pièces de Molière interprétées par la Comédie-Française et se familiarisa avec le genre du vaudeville, qui marquera de son empreinte sa future production théâtrale.

## Entrée en politique et poursuite du journalisme
Revenu à Buenos Aires en 1890, il résolut de se vouer à l’activité politique, rejoignant les rangs de l’autonomisme portègne, aux côtés de son ami José María Miró, auteur du roman La Bolsa sous le pseudonyme de Julián Martel.
En 1891, il fut élu au poste de premier intendant (c'est-à-dire de maire, fonction qui jusque-là avait été désignée par Président de la municipalité) de la commune pampéenne de Morón, sise dans la province de Buenos Aires, où il résidait alors, mais n’exercera ladite charge que durant quelques mois. Le jour de sa prise de fonction, pour ne pas être pris à partie par ses adversaires politiques, il n’hésita pas à se déguiser, selon le récit de Martínez Cuitiño, en « grave monsieur à longue barbe, à lunettes fumées, en jaquette noire cintrée et lustrée, et en chapeau haut-de-forme », et à traverser dans cet accoutrement les groupes d’adversaires puis, s’étant délesté de ce déguisement, de signer tranquillement l’acte d’investiture.
Un an plus tard, en 1892, désireux de concourir à épurer le climat politique vicié de cette époque, il chercha à se rapprocher du radicalisme d’Hipólito Yrigoyen, sans cependant s’affilier pour de vrai au mouvement. Gregorio de Laferrère était essentiellement un politicien conservateur, mais sans être insensible aux préoccupations sociales de son temps.
En 1893, il réussit à se faire élire député provincial à la législature de Buenos Aires, pour une période de cinq ans. Il mit sur pied en 1897 le Parti national indépendant (Partido Nacional Independiente), scission du Parti national. En 1898, il fut élu député fédéral pour la circonscription électorale de Buenos Aires, mandat qu’il remplira ensuite, à la faveur de plusieurs réélections successives, jusqu’à 1908. En 1903, il fonda l’Asociación Popular (dont la devise était De nadie y para todos, « De personne et pour tous »), groupement politique à partir duquel il lança des candidatures et dont il fixa le siège en face du Círculo de Armas, le club le plus exclusif de Buenos Aires, dont du reste il était lui-même membre. Là il recevait quotidiennement des dizaines d’imprécants, surtout, selon Enrique García Velloso, « des femmes, qui venaient lui demander de l’argent et son influence sur le commissaire de police, [Pancho Beazley], pour que soit élargi le proche parent qui s’était amoché la nuite précédente dans quelque arrière-salle de magasin de banlieue ». Au demeurant, il était de mise très élégante (« toujours tiré à quatre épingles »), et, comme le décrivit Blanca Podestá, d’un teint un peu foncé, affable, les courtes moustaches retroussées, et d’un abord sympathique.
Son goût prononcé pour le théâtre  — il louait un balcon permanent dans l’ancien théâtre San Martín de la rue Esmeralda, et fréquentait soir après soir nombre d’autres salles portègnes — l’amènera finalement à pratiquer lui-même l’art dramatique.
En 1908, avec le soutien de l’État, il fonda le Conservatoire Lavardén (en hommage à l’auteur de la tragédie Siripo, de 1789), premier en son genre en Argentine, destiné à former des acteurs nationaux, et doté d’une équipe d’enseignants notables, tels que l’actrice Angelina Pagano, équipe que vint rejoindre pendant quelque temps la célèbre actrice française Marguerite Moreno.
Le 4 juillet 1912, Gregorio de Laferrère cofonda, avec Pedro Luro et Honorio Luque, la ville de Gregorio de Laferrere, sise dans le partido de La Matanza, à 24 km de Buenos Aires.
Gregorio de Laferrère s’éteignit dans la capitale argentine le 30 novembre 1913, au terme d’une brève période de maladie.

## Œuvre dramatique

### ¡Jettatore!
Laferrère s’adonnait à la création littéraire depuis sa jeunesse, plus particulièrement dans le genre romanesque, mais étant donné qu’il était toujours resté discret à ce sujet, l’apparition de sa première œuvre fut une surprise dans le milieu de l’aristocratie portègne à laquelle il appartenait. Sa première œuvre théâtrale, intitulée ¡Jettatore!, est une comédie en trois actes, que, aux dires de l’auteur lui-même, il écrivit dans un mouvement d’humeur et sans s’imaginer qu’un jour elle pût être représentée sur une scène de theatre. Certain jour cependant, également par caprice, il en donna lecture à un ami, lequel insista ensuite pour qu’il envoyât la pièce au théâtre de la Comedia, fief de la troupe de comédiens de Gerónimo Podestá, ce qu’il fit sans révéler toutefois qu’il en était lui-même l’auteur. La pièce fut rejetée comme étant « injouable », mais plusieurs mois plus tard, un autre ami, Mariano de Vedia, la fit parvenir une nouvelle fois au même destinataire, et cette fois la pièce fut acceptée et eut sa première représentation le 30 mai 1904, par les soins de la compagnie Podestá.
Cette première représentation fut un événement social, à laquelle assista, depuis un balcon, le président de la Nation, le général Julio Argentino Roca, et fit affluer un public par ailleurs peu assidu aux mises en scène de troupes nationales.
¡Jettatore! a été caractérisé par le critique et chercheur Luis Ordaz comme un vaudeville au sujet ingénieux, développé d’une main habile et débordant d’humour satirique, mais sans jamais retomber dans la caricature grossière. C’est une satire de la superstition qui tend à attribuer à certains individus une influence magnétique funeste, superstition très répandue alors à Buenos Aires, en particulier dans les clubs. L’auteur avait lu un conte analogue de Théophile Gautier, qui se trouve d’ailleurs mentionné par un personnage dans la deuxième scène de la pièce, mais « Laferrère a puisé presque tous les éléments pittoresques dans la réalité de notre milieu. Don Lucas, protagoniste innocent de cent tragédies, est le personnage central, lié à l’œuvre par une ténue fable d’amour, et entouré de nombreuses personnes de ses amis, en lesquelles se réalisent des épisodes fortuits ou fatals, lesquels créent autour de Don Lucas une atmosphère d’hilarité et de terreur ».

### Locos de verano
Locos de verano (litt. Fous de l’été) eut sa première, réalisée par la compagnie de Gerónimo Podestá, le 6 mai 1905 au Teatro Argentino de La Plata. Selon le spécialiste Marcos Mayer, qui préfaça l’édition des œuvres complètes de Gregorio de Laferrère, l’auteur

« …caractérise les vingt-neuf personnages de la pièce à partir d’un trait fondamental, qui lui sert à faire une critique des mœurs portègnes du début du siècle. Ce sont des stéréotypes construits sur une manie : le collectionnisme, les autographes, le jeu, la photographie, la poésie, l’usage de cosmétiques, la philatélie et l’art oratoire. Et s’il y a un conflit dans l’œuvre, c’est la lutte du sens commun contre ces manies qui ne sont autres que les nouvelles habitudes que, dans son processus de modernisation, la société argentine s’évertue à adopter. La folie d’été de chacun des personnages produit une espèce d’automatisme et d’isolement ; chacun d’eux vit dans le monde en étant reclus dans sa propre manie, et c’est de là que naît l’effet comique de l’œuvre : la réaction confinée de chaque personnage dominé par la mode qu’il s’est choisie, effet comique accentué par la vélocité tant dans les dialogues que dans les mouvements scéniques. »

— Marcos Mayer
Cette charmante comédie de mœurs, qui a pris rang parmi les classiques du théâtre argentin, reçut cependant un accueil critique réservé, passant alors en effet pour une production de grand seigneur mondain qui écrivait pour la scène par passe-temps, sans prendre cette activité au sérieux. Pourtant, le public l’acclama d’emblée, puis continua de l’applaudir après qu’elle eut été transférée au théâtre Rivadavia de Buenos Aires ; elle eut quatre-vingts représentations consécutives, nombre inhabituel à cette époque.

### Bajo la garra
Cette pièce (litt. Dans les serres), dont la première fut assurée par la troupe de Gerónimo Podestá le 23 mai 1906 au Teatro Argentino, prend pour sujet la médisance endémique de certains milieux sociaux. Parmi les affiliés d’un club court une rumeur, dont nul ne connaît l’instigateur, et selon laquelle l’épouse d’un des membres aurait un amant. À mesure que cette rumeur circule, elle tend à s’aggraver et s'enrichir de détails, avant de parvenir enfin aux oreilles du supposé offensé. Au troisième acte, alors que le couple se trouve dans la solitude de son foyer, survient la fin tragique. Ricardo Rojas nota à propos de cette œuvre :

« Composée, en particulier dans le premier acte, au moyen des mêmes procédés superficiellement descriptifs des autres pièces, l’œuvre acquiert progressivement densité psychologique et sérieux dramatique — c’est-à-dire sa troisième dimension — à mesure que l’action progresse. »

### Las de Barranco
Las de Barranco (litt. Celles de Barranco) fut joué pour la première fois le 24 avril 1908 au Teatro Moderno (aujourd’hui théâtre Liceo), par la troupe du conservatoire Lavardén. Il s’agit d’une tragicomédie, dans laquelle survient continuellement le grotesque. Après la mort du capitaine Barranco, sa veuve et ses trois filles tentent de survivre avec la modique pension que leur verse le gouvernement. La veuve n’hésite pas à empaumer les généreux soupirants de ses filles, jusqu’à leur solliciter des cadeaux en leur nom, mais décourageant ainsi ceux qui montrent de l’intérêt mais manquent de ressources. Chacune des filles apparaît sous ses traits propres : Pepa et Manuela se pliant à la volonté de leur mère, et Carmen, la plus belle et la plus lucide, réticente à se prêter aux manœuvres maternelles. Carmen, que la veuve veut retenir à la maison pour servir d’appât, s’en échappe avec son fiancé.
Les thèmes de la pièce sont la solitude, l’angoisse, la désespérance, l’affectation, les tensions entre membres de la haute société, la nécessité de préserver les « apparences » devant le regard des autres, l’hypocrisie. Par le biais des diverses situations de la pièce nous est brossé un portrait minutieux des conventions sociales, des prémisses morales que l’on n'est pas toujours en mesure d’observer, des stratégies de dissimulation, de l’acceptation de l’humiliation et la lente dégradation d’une famille. Cette pièce de quatre actes, dont la mise en scène originelle fut à charge d’Alfredo Duhau, eut un succès immense pour l’époque, atteignant en effet les 140 représentations consécutives. En 1921, la pièce fut montée également à Paris.
Las de Barranco fut inspiré, semble-t-il, de la famille propriétaire d’une pension de famille à La Plata, où l’auteur résida dans sa jeunesse. Au départ, la pièce n’était guère plus qu’un monologue écrit à l’intention de la célèbre actrice comique Orfilia Rico et intitulée Reíte un poco (litt. Riez un peu). Orfília Rico cependant s’avisa de toutes les possibilités du sujet et insista auprès de l’auteur pour qu’il l’amplifiât. Ainsi fut fait : la distribution originelle comprenait, outre le rôle principal, María Gámez, Lea Conti, Francisco Ducasse, Carola Heredia, et un débutant, alors âgé de 15 ans, Enrique Serrano. La pièce fut jouée, chose inhabituelle pour l’époque, 115 fois, et, depuis lors, revient souvent à l’affiche, toujours avec succès.
À propos de cette œuvre, considérée comme un jalon dans le développement de la dramaturgie argentine, le critique Ernesto Schoo écrivit :

« Si Laferrère était né et avait écrit dans la patrie de son père — Alphonse de Laferrère, immigrant français qui prospéra dans les années d’or de l’Argentine —, son personnage immortel, doña María Barranco, aurait aujourd’hui le prestige mondial de la Célimène du Misanthrope, de Molière. Pourquoi pas ? Doña María a autant d’humanité, autant de vérité artistique que cette créature de la France du XVIIe siècle. Comme elle, elle transcende les années et s’installe dans l’imaginaire des archétypes reproduits en tous temps et en tous lieux. Il y eut des doñas Marías dans les empires de l’Antiquité et il y en aura dans les galaxies du futur, aussi longtemps que l’espèce humaine continuera de se conformer à son fondement biologique ancestral. Et, en même temps, elle est si profondément criolla, portègne et argentine, au point d’être à la fois objet de rejet et de compassion de la part de ses compatriotes. Nous la reconnaissons comme proche de nous et nous nous avisons, non sans l’effroi dont parla Borges, de ce que son drame existentiel (presque une tragédie) a gardé ici toute sa pertinence, un siècle après. »

— Ernesto Schoo

### Los invisibles
Le 3 avril 1915 eut lieu la première de Los invisibles, au Teatro Moderno, par les soins de la compagnie de Pablo Rosales. Il s’agit d’une comédie prenant pour thème le spiritisme, que par crédulité le personnage central, don Ramón, introduit dans sa propre maison. Il persuade son ami López qu’il possède des pouvoirs de médium, organise des séances de spiritisme à son domicile, interprète gestes et bruits, et suggestionne tous ceux qui l’entourent. Par son engouement pour le spiritisme, ses affaires périclitent, et il finit par se quereller avec son associé. Comme il croit qu’une sienne tante décédée lui a dit que dans une vie antérieure, il a tué le fiancé de sa fille, il l’oblige à rompre ses fiançailles. Finalement, après que López eut déclaré mort le beau-frère de don Ramón, qui s’était rendu à Montevideo et de qui l’on avait plus de nouvelles, et alors que tous étaient déjà vêtus de deuil, la pièce se termine au moment où le beau-frère revient vivant, à la stupeur de tous.

## Œuvres de Laferrère portées à l’écran
Tandis que ses pièces n’ont pas cessé de revenir à l’affiche des théâtres, trois d’entre elles ont été adaptées au cinéma : ¡Jettatore!, Las de Barranco et Locos de verano.